# Erik Kold Plast
Erik Kold Plast A/S eller Kold plast A/S var en plastik-industrivirksomhed ved Hedehusene (Hedelykken 2), der blev grundlagt af Erik Kold.  Erik Kold var oprindelig udlært slagter, men skiftede karriere og startede i 1967-69 en plastikfabrik. Hans farvestrålende dåser med blomster blev et hit og en kæmpe eksportsucces i samarbejde med sin salgschef Mogens Petersen. I 1977 kommer Evv Olsen til, og virksomheden fik navnet Kold plast A/S.

## Erik Kold-design
Bøtterne blev et klassiker ikon fra 1960-1980. dåserne findes i 2 varianter. Den normale i SAN-plast er ridse- og slagfast. Den kan kendes på sin let blålig farvetone, mens en billigere og lidt ringere variant i PS-plast blev fremstillet til lavprisvarehuse. PS-varianten er helt klar. I 2018 blev designet relanceret af Spring Copenhagen igennem Netto's butikker 

## Fusion
Arro Plast og Kold Plast fusionerede i 1980 under Bantex-gruppen (som i dag er Hamelin) og lukke i 1991 som selvstændig virksomhed i Bantex-gruppen.